# LVR-Kurt-Schwitters-Schule

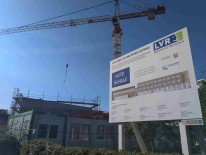
Baustelle Kurt-Schwitters-Schule 2019

Die LVR-Kurt-Schwitters-Schule ist eine Förderschule mit dem Förderschwerpunkt Sprache, Sekundarstufe I, im Düsseldorfer Stadtteil Gerresheim, in Nordrhein-Westfalen. Träger ist der Landschaftsverband Rheinland (LVR).

## Ziel und Förderschwerpunkt
Der Unterricht an der LVR-Kurt-Schwitters-Schule findet hauptsächlich zielgleich, also nach den Richtlinien der Haupt- und Realschulen statt. Es können die Abschlüsse 10 Typ A und 10 Typ B erworben werden. Schüler mit dem zusätzlichen Förderschwerpunkt Lernen werden zieldifferent beschult. Ziel der Schule ist es, junge Menschen so in ihren kommunikativen Fähigkeiten zu fördern, dass sie eine Regelschule besuchen oder nach ihrem Schulabschluss eine reguläre Berufsausbildung beginnen können.

## Schulzuständigkeit
Zum Schulzuständigkeitsbereich gehören die Städte Düsseldorf, Krefeld, Mönchengladbach, Remscheid, Solingen, Wuppertal, die Kreise Mettmann (ohne Velbert), Neuss, Viersen (ohne Niederkrüchten und Schwalmtal). Für Schüler, die wegen ihrer Behinderung oder einer zu weiten Anfahrt nicht mit Bus und Bahn fahren können, hat der LVR einen Schülerspezialverkehr eingerichtet.